# 薛聰 (新羅)
薛聰（설총，7世紀?—8世紀?），字聪智，號于堂，为新罗国僧人元晓大师与武烈王瑤石公主的儿子。为新罗文武王时期的儒家大學者、並在新羅國擔任翰林的職務，曾经起草很多涉及唐朝，日本的汉文书信，对于联合唐朝灭亡百济和高句丽有一定的联络沟通的贡献。
歷史考察新羅語的漢字表現方法（「吏读」）與以新羅語（朝鮮語）閱讀的儒教經典皆為薛聪所創，但并无充足的证据证明此事，薛聪可能仅为当时的表记法的整理者。

## 榮譽
後世，成為代表新羅時代的儒家學者，受到尊敬，成为东国十八贤之一在朝鲜半岛的文廟祭祀。